# Syndrome de Marfan
Pour les articles homonymes, voir Marfan.
 Mise en garde médicale
Le syndrome de Marfan, ou maladie de Marfan, est une maladie génétique, à transmission autosomique dominante, des tissus conjonctifs. Elle atteint l'ensemble des organes du corps humain, avec des degrés très variables dans ses manifestations cliniques. Les organes les plus touchés sont : l'œil, le squelette et le système cardiovasculaire.

## Historique
Il doit son nom au Pr Antoine Marfan, un pédiatre français, qui le décrivit en 1896 en le découvrant chez une enfant de cinq ans à partir d'une dolichosténomélie qui, plus tard, sera renommée syndrome de Marfan.
En 1968, Hugh Bentall (en) fait la première intervention, qui porte son nom, sur un patient souffrant de cette maladie. Elle consiste en un remplacement de l'aorte ascendante et de la valve aortique par un tube valvulé, avec réimplantation des artères coronaires.
Un traitement par médicaments bêta-bloquants a été proposé dès 1971.
Le substrat génétique a été identifié en 1991.

## Épidémiologie
Le syndrome de Marfan est une maladie génétique rare. Elle touche une personne sur 3 000 à 5 000. C'est une maladie héréditaire autosomique dominante, ce qui signifie qu'un enfant sur deux risque d'être atteint, quel que soit son sexe, si l'un de ses deux parents est atteint, mais un tiers des cas est dû à des mutations spontanées (non héréditaire). Dans les formes non familiales, un âge paternel avancé semble être un facteur de risque peu prononcé.
La principale cause de morbidité et de mortalité est en rapport avec l'atteinte des vaisseaux : dilatation de l'aorte, dissection de l'aorte, prolapsus de la valve mitrale avec ou sans insuffisance mitrale, prolapsus de la tricuspide, dilatation de l'artère pulmonaire.
Avec une prise en charge correcte, l'espérance de vie de ces patients ne diffère pas de celle de la population générale.

## Cause
Le syndrome de Marfan est en rapport avec une mutation du gène fibrilline-1 (FBN1) se manifestant parfois dès la naissance avec des signes évidents et une progression rapide de la maladie jusqu'à une manifestation unique de la maladie. Le gène dont la mutation provoque la maladie est situé sur le chromosome 15.
On a décrit près de 1 000 mutations différentes sur ce gène entraînant des maladies plus ou moins graves. Il semble également exister une augmentation de l'activité de la TGF bêta (en anglais : Transforming growth factor), dont le dosage sanguin montre des taux élevés en cas de Marfan, ce qui présente un intérêt comme test diagnostic potentiel.
Ainsi une anomalie des tissus conjonctifs, constitués du collagène, est due à une anomalie des microfibrilles participant à la cohérence des tissus conjonctifs. Les conséquences résultant de cette anomalie se traduisent par une altération de la media.
Une mutation du gène TGFBR2, codant le récepteur de la TGF bêta, donne un syndrome apparenté, parfois appelé « syndrome de Marfan de type 2 », dont l'évolution et le pronostic est proche du syndrome classique.

## Physiopathologie
Le syndrome de Marfan est une affection des tissus conjonctifs qui jouent un rôle prépondérant dans l'organisme. C'est une maladie pouvant  affecter tout le corps.
La protéine codée par le gène FBN1 muté est l'un des composants des micro-fibrilles intervenant, avec les intégrines dans l'adhésion à la matrice extracellulaire. Il existe un modèle animal de souris génétiquement modifié porteur d'un déficit en fibrilline-1, chez laquelle on retrouve une expression anormalement élevée d'un facteur de croissance, le TGF-β (Transforming growth factor β) qui pourrait être responsable des signes de la maladie.

### Vaisseaux
Le syndrome de Marfan attaque la media résistante à l'état naturel qui s'affaiblit à la suite d'une fragmentation des fibres élastiques ou d'une mort de cellules musculaires lisses. On parle parfois de nécrose kystique de la media. Cet aspect est très spécifique du Marfan mais peut se voir parfois lors d'autres maladies.

### Cœur
La maladie affecte les valves cardiaques, notamment la mitrale et l'aortique. Le prolapsus de la valve mitrale est présent dans plus de la moitié des cas et se présente comme une forme particulière d'insuffisance mitrale où la valve fuit par excès de tissu valvulaire. Cette fuite est le plus souvent minime mais peut être, parfois, plus importante, nécessitant une réparation chirurgicale.
En dehors de toute atteinte valvulaire, l'électrocardiogramme montre souvent des anomalies non spécifiques. Des troubles du rythme d'origine ventriculaires peuvent provoquer des morts subites.

## Symptômes
Le syndrome de Marfan se manifeste avec des degrés de sévérité différents selon les individus. La liste, non exhaustive, des symptômes les plus fréquemment rencontrés est :
- grande taille ;
- croissance anormale des os, ectasie durale et maigreur ;
- subluxation du cristallin ;
- hyperlaxité ligamentaire ;
- anévrisme de l'aorte initiale (à son émergence du cœur) et dissection aortique ;
- prolapsus de la valve mitrale ;
- des pneumothorax spontanés ;
- présence très fréquente de vergetures à localisation atypique (haut des épaules ou milieu du dos).

La myopie est la manifestation oculaire la plus constante. L'ectopie du cristallin est une caractéristique de la maladie et atteint 60 % des malades. Il existe aussi un risque accru de décollement de la rétine, glaucome, et de cataracte précoce. La manifestation la plus fréquente est la subluxation du cristallin.
L'atteinte du squelette est caractérisée par une croissance exagérée des membres avec, aux mains, une arachnodactylie caractéristique et une hyperlaxité des articulations. Les membres sont disproportionnés par rapport au tronc (dolichosténomélie). Les cartilages costo-sternaux poussent le sternum en avant (pectus carinatum) ou en arrière (pectus excavatum). 
La scoliose serait volontiers présente (entre un et six cas sur dix), volontiers thoracolombaire de courbure moyenne à sévère avec hyperlordose ou cyphose (parfois majorée après grossesse). Instabilité cervicale supérieure et spondylolisthésis sont décrits. L'ectasie durale lombosacrée, critère important, serait le reflet de l'effet de la gravité sur une dure-mère anormale.
Il existe dans un quart des cas des anévrismes artériels, hors aorte, dont la localisation la plus fréquente est les artères iliaques.

### Diagnostic
Le diagnostic inclut l'intervention d'un certain nombre de praticiens, notamment l'orthopédiste, l'ophtalmologue, le chirurgien-dentiste, le cardiologue ainsi que le médecin généraliste.
L'examen comprend entre autres : l'interrogatoire, recherche de signes physiques et fonctionnels et l'analyse génétique.
Des critères cliniques ont été définis à Gand (Belgique) en 1996,.

## Pronostic
Il est essentiellement lié aux problèmes de l'aorte avec un risque de dilatation (anévrisme) ou de dissection aortique (déchirure de la paroi interne), voire de rupture. Le risque est d'autant plus grand que son diamètre est élevé, ce dernier pouvant être mesuré lors d'une échocardiographie, lors d'un scanner ou lors d'une IRM.
Sans traitement médical, l'espérance de vie atteignait 40 à 50 ans. Si le patient est bien suivi, elle s'approche de la durée de vie normale avec l'arsenal thérapeutique actuel.
D'autres complications graves, mais plus rares, peuvent survenir : insuffisance cardiaque sur une insuffisance mitrale, troubles du rythme cardiaque…
La grossesse majore le risque de complications et doit donc être soigneusement surveillée.

## Traitement

### Traitement médical
Les médicaments bêta-bloquants amortissent l'impact du flux systolique sur la média affaiblie de l'aorte. Ils diminuent la progression de la dilatation de l'aorte et pourraient diminuer le risque de complications bien que cela ne soit pas prouvé explicitement.
Le losartan, un antagoniste des récepteurs de l'angiotensine II, semble être prometteur dans un modèle animal de la maladie puisqu'il inhiberait le TGF-β. Une première évaluation chez l'enfant semble prometteuse, mais le médicament est plus décevant chez l'adulte. Le losartan semble avoir une action comparable aux bêta-bloquants quant à la limitation de la dilatation aortique. Par contre, un autre antagoniste des récepteurs de l'angiotensine II, à durée de vie plus prolongée, permet de ralentir la dilatation aortique.
La combinaison bêta-bloquant et antagoniste des récepteurs de l'angiotensine II a un effet additif sur le ralentissement de la progression de la dilatation de l'aorte ascendante.
La pratique d'un sport de type statique (musculation) ou d'un sport d'endurance à un haut niveau est déconseillée.

### Traitement chirurgical
- Après consultation dans un service de chirurgie cardio-vasculaire, on propose au patient la pose d'une prothèse (annulo-)aortique lorsque le diamètre de l'aorte atteint 5 centimètres. Dans ces conditions, les résultats sont excellents. L'opération est bien supportée et améliore l'espérance de vie des patients atteints de Marfan. Il est possible d'y associer, dans le même temps, le traitement chirurgical du pectus excavatum ou carinatum[28].
- De même, en cas de déviation rachidienne majeure, une réduction et une fixation s'impose dès que le caractère évolutif de la déviation est confirmé. L'opération améliore sans doute aussi l'espérance de vie, mais la fixation est volontiers délicate (finesse des lames et pédicules, ectasie durale)

## Cas probables ou confirmés
- Après des analyses génétiques, il apparaît qu'aucun membre de la famille de Toutânkhamon (-1345 ; -1327) n'ait été atteint du syndrome de Marfan[29].
- Vincent Schiavelli (1948-2005), acteur américain.
- Talleyrand (1754-1838) pourrait également en avoir souffert, ce qui expliquerait son pied bot[30].
- Niccolò Paganini (1782-1840), le  grand violoniste, aurait été atteint du syndrome, ce qui expliquerait en partie son incroyable virtuosité technique[31].
- Le président américain Abraham Lincoln (1809-1865) et le musicien Felix Mendelssohn (1809-1847) en auraient souffert[32].
- Il est possible que le compositeur et pianiste Sergueï Rachmaninov (1873-1943) en ait été atteint[33] avec les mêmes conséquences (mains d'une très grande longueur expliquant sa virtuosité et sa faculté de plaquer des accords très espacés).
- Le président français Charles de Gaulle (1890-1970) en aurait également souffert et est mort d'une rupture d'anévrisme, complication fréquente de cette maladie[34].
- L'écrivain Dominique de Roux[35].
- Le compositeur anglais John Tavener (1944-2013).
- Joey Ramone (1951-2001), le chanteur du groupe Ramones, était atteint du syndrome[36].
- Flo Hyman (1954-1986), 1,95 m, volleyeuse américaine décède d'une mort subite (arrêt du cœur) et l'autopsie conclut à un syndrome de Marfan.
- On soupçonnait la maladie chez Oussama ben Laden (1957-2011)[37].
- Le matador américain David Renk (1963-2018).
- Le footballeur anglais Peter Crouch (1981- ) serait atteint du syndrome[38].
- Le musicien Bradford Cox (1982- ) du groupe rock expérimental Deerhunter, connu aussi sous le pseudonyme Atlas Sound, est atteint de ce syndrome[39].
- L'humoriste français Greg Romano, parrain de l'association française Marfans www.assomarfans.fr[40].
- Le basketteur américain Isaiah Austin a dû arrêter deux ans sa carrière après le diagnostic de la maladie[41],[42]. Le même syndrome est décelé en juin 2017 chez le basketteur français Jonathan Jeanne[42].
- Le chanteur du groupe de Metalcore américain Of Mice and Men, Austin Carlile[43].
- L'acteur espagnol Javier Botet[44].
- L'acteur américano-britannique Peter Mayhew (1944-2019) qui tient le rôle de Chewbacca dans Star Wars[45].
- L'acteur et chanteur australien Troye Sivan[46].